# Sint-Maartenskerk (Niepkerke)
De Sint-Maartenskerk (Frans: Église Saint-Martin) is de parochiekerk van de gemeente Niepkerke, gelegen aan de Rue d'Armentières, in het Franse Noorderdepartement.

## Geschiedenis

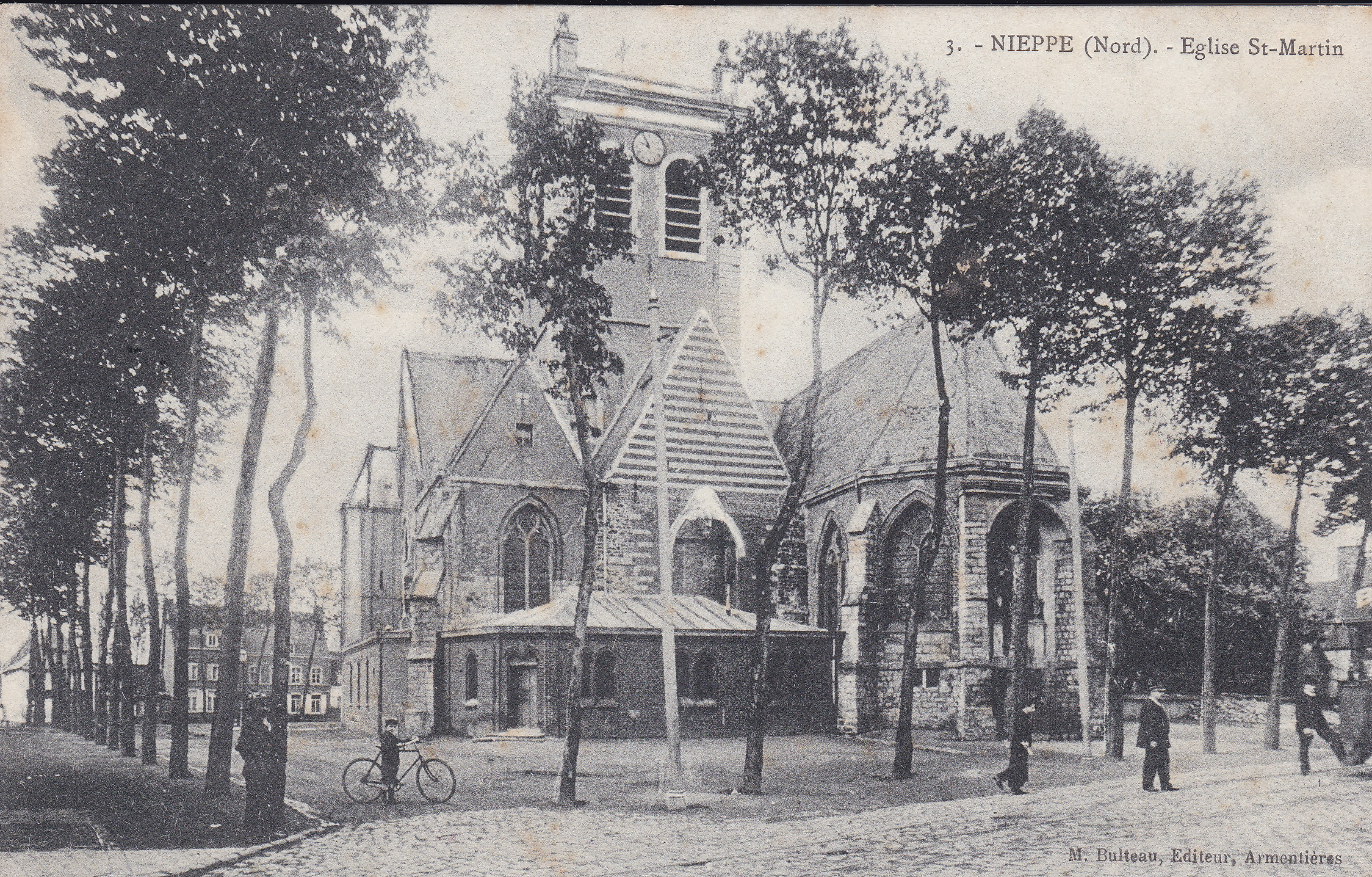
De Sint-Maartenskerk voor de Eerste Wereldoorlog - (hallenkerk)

De kerk werd aan Sint-Maarten gewijd omdat de benedictijner priorij ondergeschikt was aan de Abdij van Marmoutier, welke door Sint-Maarten was gesticht.
De kerk werd gebouwd in de 13e eeuw, maar in 1568 in brand gestoken door de beeldenstormers. Op grond van het Concordaat van 1801 werd de parochie overgeheveld van het bisdom Ieper naar het aartsbisdom Kamerijk. In april 1918 werd de kerk verwoest.

## Gebouw
Het huidige kerkgebouw is een neogotische bakstenen basilicale kruiskerk, ontworpen door de gebroeders Brandon en in 1929 voltooid. De kerk heeft een voorgebouwde toren en een opvallend portaal, geflankeerd door twee torentjes.
De kerk bezit een 18e-eeuws Mariabeeld.